# Cyprus op het Eurovisiesongfestival

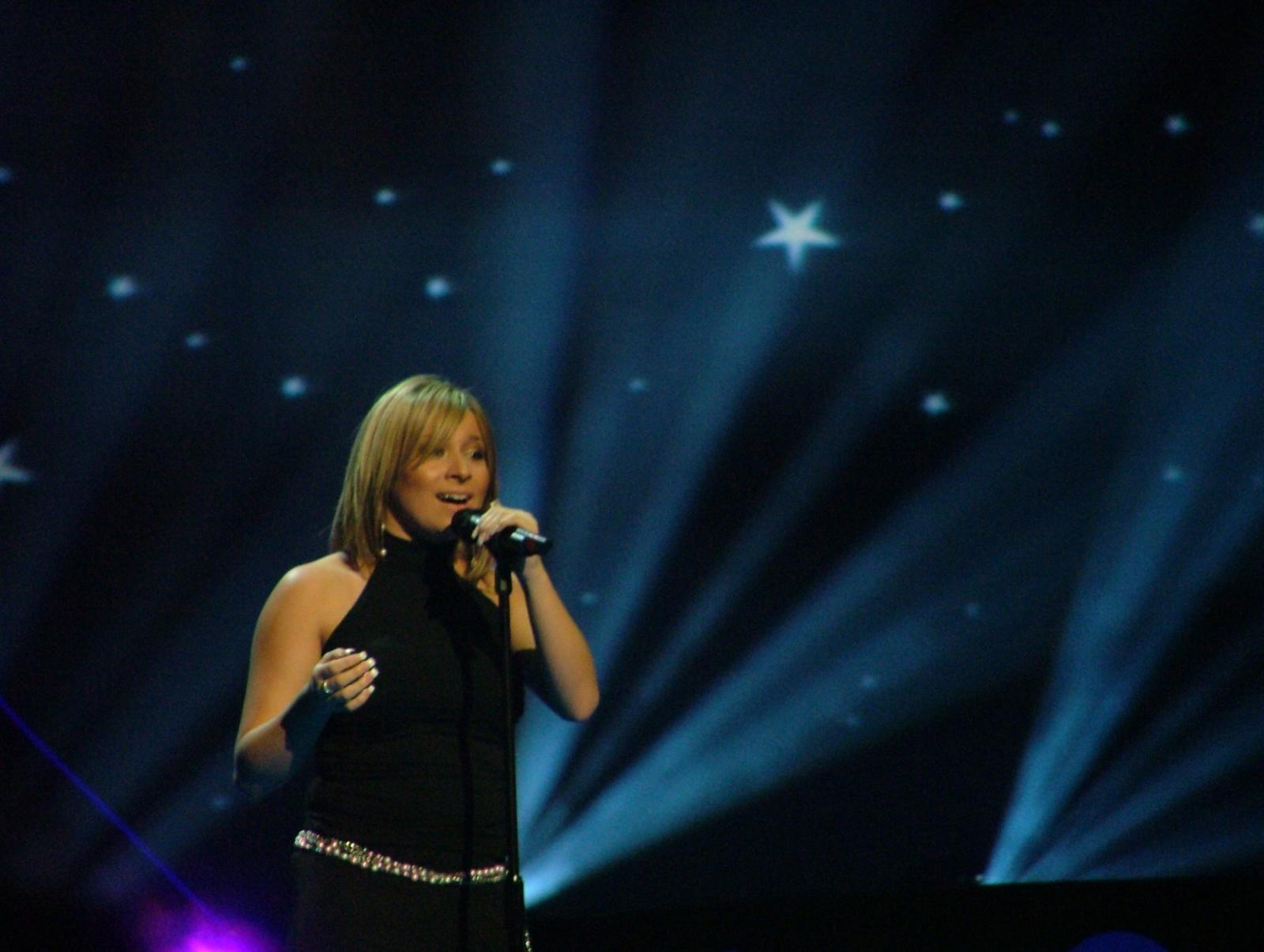
Lisa Andreas in Istanboel (2004)

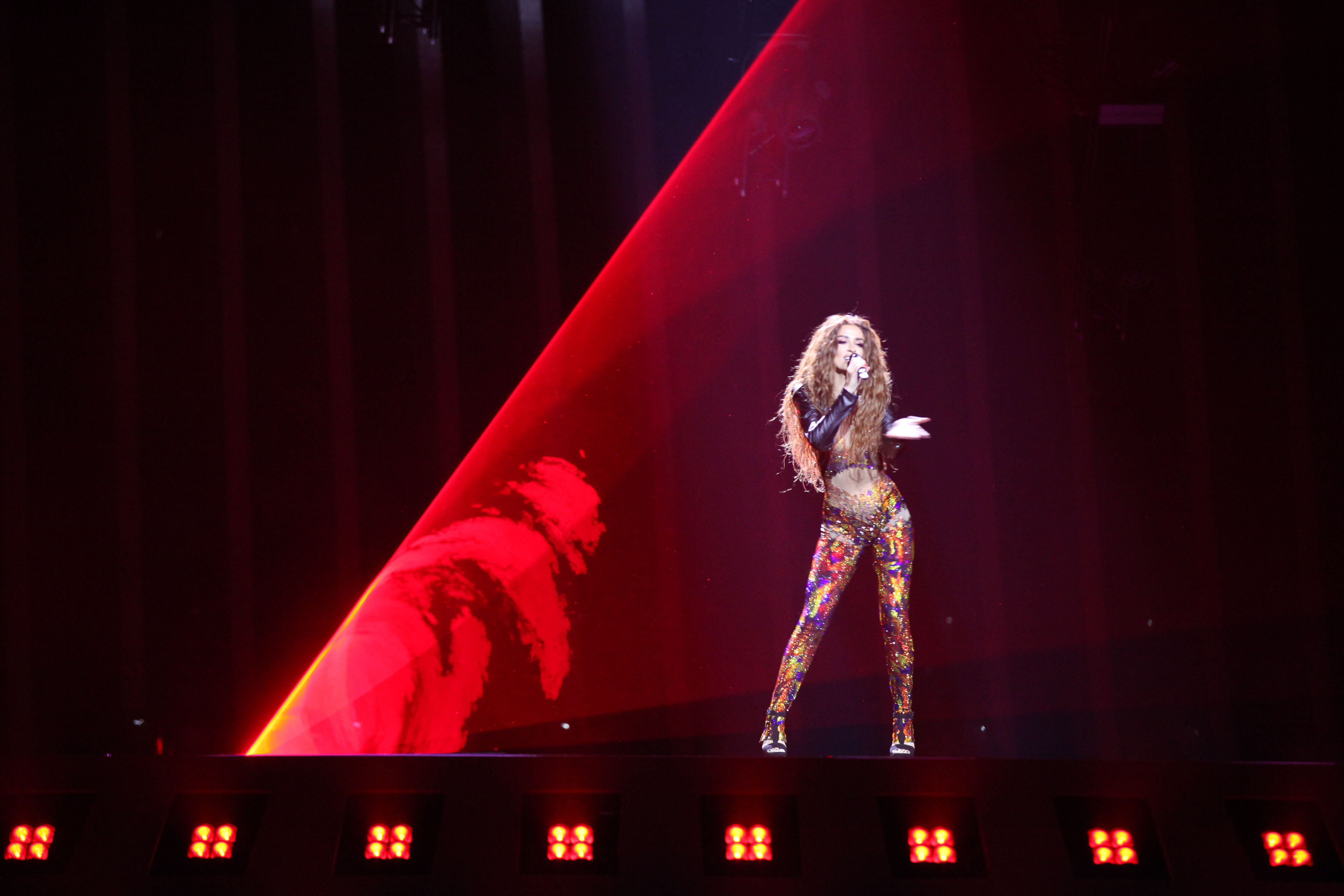
Eleni Foureira in Lissabon (2018)

Cyprus doet sinds 1981 mee aan het Eurovisiesongfestival.
De hoogste positie die het land in zijn geschiedenis heeft behaald is een tweede plaats in 2018.

## Overzicht
Cyprus nam in 1981 voor de eerste maal deel aan het festival. Het land startte sterk met een zesde plaats, een jaar later werd een plaats hoger behaald. De vijfde plaats werd behaald door de zangeres Anna Vissi. Na deze successen was Cyprus in de jaren 80 niet meer in de top 10 te vinden. In 1988 werd Cyprus enkele weken voor het festival gediskwalificeerd, omdat het gekozen nummer al in 1984 openbaar ten gehore was gebracht, nota bene in de nationale songfestivalfinale op Cyprus.
In de jaren 90 was Cyprus vaak in de middenmoot te vinden. Driemaal werd het land een top 10-plaats toebedeeld. De eerste maal was in 1991, in 1997 werd het beste resultaat (vijfde plaats) geëvenaard door Hara en Konstantinos. In 1999 was Cyprus een van de grote favorieten bij de wedkantoren, maar op de avond zelf kreeg zangeres Marlain Angelidou verrassend slechts twee punten, wat haar op de voorlaatste plaats bracht.
Omdat ook in 2000 een plaats bij de laatste vijf bereikt werd moest Cyprus het festival van 2001 overslaan. In 2002 bereikte de groep One weer een zesde plaats. Vanaf 2004 werden de halve finales ingevoerd en Cyprus moest direct deelnemen in de halve finale. Het land kwalificeerde zich en er werd een vijfde plaats behaald in de finale door Lisa Andreas. Door dit goede resultaat mocht Cyprus in 2005 direct deelnemen aan de grote finale. Daarin behaalde het land de 18de plaats. In 2006, 2007, 2008 en 2009 haalde het land de finale niet. In 2007 vertegenwoordigde Evridiki voor de derde keer Cyprus op het Eurovisiesongfestival 2007 met Comme ci comme ça.
In 2010 mocht het land opnieuw aantreden in de finale. Jon Lilygreen & The Islanders haalde nipt de finale en daar gingen ze volledig onderuit met een 21ste plaats. Ook in 2012 haalde Cyprus de finale. De zangeres Ivi Adamou behaalde een 16de plaats. Bij het Eurovisiesongfestival 2013 was er minder succes en werd Despina Olympiou voorlaatste in haar halve finale. Wegens budgettaire problemen nam Cyprus niet deel aan het Eurovisiesongfestival 2014. In 2015 was het Mediterraanse eiland wel weer van de partij. Het werd 22ste. In 2016 werd Cyprus vertegenwoordigd door de rockband Minus One met het nummer Alter ego. Die haalden de finale, waar ze 21ste werden. In 2017 werd Hovig afgevaardigd met het nummer Gravity. Ook hij haalde de 21ste plaats in de finale.
In 2018 werd na maanden van speculatie zangeres Eleni Foureira aangewezen om Cyprus te vertegenwoordigen op het songfestival van 2018 in Lissabon met het sensuele uptemponummer Fuego. Foureira werd in de week voorafgaand aan het songfestival erg populair bij de bookmakers en leverde Cyprus een tweede plaats op, het beste resultaat voor het land ooit. Door dit succes koos Cyprus een jaar later en in 2021 voor soortgelijke inzendingen. Replay van Tamta behaalde in 2019 de 13de plaats en El diablo van Elena Tsagrinou werd 16de in 2021. In 2022 werden de Cyprioten met Andromache voor het eerst sinds 2013 uitgeschakeld in de halve finale.

## Cypriotische deelnames
| Jaar | Artiest                            | Titel                        | Fin. | Ptn. | Semi | Ptn. | Taal                |
| ---- | ---------------------------------- | ---------------------------- | ---- | ---- | ---- | ---- | ------------------- |
| 1981 | Island                             | Monika                       | 6    | 69   |      |      | Grieks              |
| 1982 | Anna Vissi                         | Mono i agapi                 | 5    | 85   |      |      | Grieks              |
| 1983 | Stavros & Konstandina              | I agapi akoma zi             | 16   | 26   |      |      | Grieks              |
| 1984 | Andy Paul                          | Anna Maria Lena              | 15   | 31   |      |      | Grieks              |
| 1985 | Lia Vissi                          | To katalava arga             | 16   | 15   |      |      | Grieks              |
| 1986 | Elpida                             | Tora zo                      | 20   | 4    |      |      | Grieks              |
| 1987 | Alexia                             | Aspro mavro                  | 7    | 80   |      |      | Grieks              |
| 1989 | Fani Polymeri & Yiannis Savvidakis | Apopse as vrethoume          | 11   | 51   |      |      | Grieks              |
| 1990 | Haris Anastasiou                   | Milas poli                   | 14   | 36   |      |      | Grieks              |
| 1991 | Elena Patroklou                    | S.O.S.                       | 9    | 60   |      |      | Grieks              |
| 1992 | Evridiki                           | Teriazoume                   | 11   | 57   |      |      | Grieks              |
| 1993 | Zimboulakis & Van Beke             | Mi stamatas                  | 19   | 17   |      |      | Grieks              |
| 1994 | Evridiki                           | Ime anthropos ke ego         | 11   | 51   |      |      | Grieks              |
| 1995 | Alexandros Panayi                  | Sti fotia                    | 9    | 79   |      |      | Grieks              |
| 1996 | Constantinos Christoforou          | Mono gia mas                 | 9    | 72   |      |      | Grieks              |
| 1997 | Hara & Andreas Konstantinou        | Mana mou                     | 5    | 98   |      |      | Grieks              |
| 1998 | Michalis Chatzigiannis             | Genesis                      | 11   | 37   |      |      | Grieks              |
| 1999 | Marlain                            | Tha 'ne erotas               | 22   | 2    |      |      | Grieks              |
| 2000 | Voice                              | Nomiza                       | 21   | 8    |      |      | Grieks en Italiaans |
| 2002 | One                                | Gimme                        | 6    | 85   |      |      | Engels              |
| 2003 | Stelios Konstantas                 | Feeling alive                | 20   | 15   |      |      | Engels              |
| 2004 | Lisa Andreas                       | Stronger every minute        | 5    | 170  | 5    | 149  | Engels              |
| 2005 | Constantinos Christoforou          | Ela ela                      | 18   | 46   | X    | X    | Engels              |
| 2006 | Annet Artani                       | Why angels cry               | X    | X    | 15   | 57   | Engels              |
| 2007 | Evridiki                           | Comme ci comme ça            | X    | X    | 15   | 65   | Frans               |
| 2008 | Evdokia Kadi                       | Femme fatale                 | X    | X    | 15   | 36   | Grieks              |
| 2009 | Christina Metaxa                   | Firefly                      | X    | X    | 14   | 32   | Engels              |
| 2010 | Jon Lilygreen & The Islanders      | Life looks better in spring  | 21   | 27   | 9    | 67   | Engels              |
| 2011 | Christos Mylordos                  | San aggelos s'agapisa        | X    | X    | 18   | 16   | Grieks              |
| 2012 | Ivi Adamou                         | La la love                   | 16   | 65   | 7    | 91   | Engels              |
| 2013 | Despina Olympiou                   | An me thimase                | X    | X    | 15   | 11   | Grieks              |
| 2015 | Giannis Karagiannis                | One thing I should have done | 22   | 11   | 6    | 87   | Engels              |
| 2016 | Minus One                          | Alter ego                    | 21   | 96   | 8    | 164  | Engels              |
| 2017 | Hovig                              | Gravity                      | 21   | 68   | 5    | 164  | Engels              |
| 2018 | Eleni Foureira                     | Fuego                        | 2    | 436  | 2    | 262  | Engels              |
| 2019 | Tamta                              | Replay                       | 13   | 109  | 9    | 149  | Engels              |
| 2021 | Elena Tsagrinou                    | El diablo                    | 16   | 94   | 6    | 170  | Engels              |
| 2022 | Andromache                         | Ela                          | X    | X    | 12   | 63   | Engels en Grieks    |
| 2023 | Andrew Lambrou                     | Break a broken heart         | 12   | 126  | 7    | 94   | Engels              |
| 2024 | Silia Kapsis                       | Liar                         | 15   | 78   | 6    | 67   | Engels              |
| 2025 | Theo Evan                          | Shh                          | X    | X    | 11   | 44   | Engels              |

## Punten
Cyprus kan vaak rekenen op zeer hoge punten uit Griekenland, sinds de invoering van televoting in 1998 kreeg het vrijwel elk jaar het maximumaantal punten. Daarnaast geven het Verenigd Koninkrijk en Malta geregeld hogere punten dan gemiddeld aan Cyprus. Aan de andere kant heeft in 24 gezamenlijke deelnames Cyprus slechts één punt ontvangen uit Turkije.
De onderstaande tabellen beslaan de periode 1981-2025. Punten uit de halve finale zijn in deze tabellen niet meegerekend.
| Plaats | Land        | Punten |
| ------ | ----------- | ------ |
| 1      | Griekenland | 437    |
| 2      | Italië      | 163    |
| 3      | Frankrijk   | 150    |
| 4      | Zweden      | 149    |
| 5      | Spanje      | 143    |

| Plaats | Land                | Punten |
| ------ | ------------------- | ------ |
| 1      | Griekenland         | 369    |
| 2      | Malta               | 105    |
| 3      | Verenigd Koninkrijk | 90     |
| 4      | Spanje              | 78     |
| 5      | Zweden              | 72     |

### Twaalf punten gegeven aan Cyprus
| Aantal | Land                | Wanneer |
| ------ | ------------------- | --- |
| 25     | Griekenland         | 1981, 1987, 1991, 1994, 1996, 1997, 1998, 2002, 2003, 2004, 2005, 2010, 2012, 2016 (t), 2017 (j+t),2018 (j+t), 2019 (j+t), 2021 (j+t), 2022 (j), 2023 (t), 2024 (t) |
| 4      | Malta               | 1991, 2002, 2005, 2018 (j) |
| 2      | Armenië             | 2017 (t), 2018 (t) |
| 2      | IJsland             | 1989, 1997 |
| 2      | Zweden              | 2012, 2018 (j) |
| 1      | Bulgarije           | 2018 (t) |
| 1      | Frankrijk           | 1991 |
| 1      | Hongarije           | 1995 |
| 1      | Ierland             | 2018 (j) |
| 1      | Joegoslavië         | 1984 |
| 1      | Nederland           | 1982 |
| 1      | Noorwegen           | 1982 |
| 1      | Spanje              | 2018 (j) |
| 1      | Verenigd Koninkrijk | 1996 |
| 1      | Wit-Rusland         | 2018 (j) |

(j) = vakjury; (t) = televoting

### Twaalf punten gegeven door Cyprus
(Vetgedrukte landen waren ook de winnaar van dat jaar.)
| Jaar | Land          | Jaar | Land          | Jaar | Land        | Jaar | Land                         |
| ---- | ------------- | ---- | ------------- | ---- | ----------- | ---- | ---------------------------- |
| 1981 | Ierland       | 1992 | Griekenland   | 2003 | Griekenland | 2014 | Geen deelname                |
| 1982 | Duitsland     | 1993 | Griekenland   | 2004 | Griekenland | 2015 | Italië                       |
| 1983 | Griekenland   | 1994 | Griekenland   | 2005 | Griekenland | 2016 | Rusland (j) Bulgarije (t)    |
| 1984 | Zweden        | 1995 | Griekenland   | 2006 | Griekenland | 2017 | Griekenland (j+t)            |
| 1985 | Duitsland     | 1996 | Portugal      | 2007 | Griekenland | 2018 | Zweden (j) Bulgarije (t)     |
| 1986 | Joegoslavië   | 1997 | Griekenland   | 2008 | Griekenland | 2019 | Griekenland (j+t)            |
| 1987 | Griekenland   | 1998 | Griekenland   | 2009 | Griekenland | 2021 | Griekenland (j+t)            |
| 1988 | Geen deelname | 1999 | IJsland       | 2010 | Griekenland | 2022 | Griekenland (j) Oekraïne (t) |
| 1989 | Griekenland   | 2000 | Rusland       | 2011 | Griekenland | 2023 | Zweden (j) Israël (t)        |
| 1990 | Italië        | 2001 | Geen deelname | 2012 | Griekenland | 2024 | Kroatië (j) Griekenland (t)  |
| 1991 | Spanje        | 2002 | Griekenland   | 2013 | Griekenland | 2025 | Griekenland (j+t)            |

(j) = vakjury; (t) = televoting
1981 · 1982 · 1983 · 1984 · 1985 · 1986 · 1987 · 1988 · 1989 · 1990 · 1991 · 1992 · 1993 · 1994 · 1995 · 1996 · 1997 · 1998 · 1999 · 2000 · 2001 · 2002 · 2003 · 2004 · 2005 · 2006 · 2007 · 2008 · 2009 · 2010 · 2011 · 2012 · 2013 · 2014 · 2015 · 2016 · 2017 · 2018 · 2019 · 2020 · 2021 · 2022 · 2023 · 2024 · 2025